# Potovanje groze
Delo Potovanje groze, ki ga je napisala Janja Vidmar je avanturistična-realistična povest.

## Teme
- konflikt z odraslimi
- upornost
- pobeg od doma
- kraja
- mladostniško nasilje •rop

## Vsebina
Delo govori o drugošolcu Janu, ki ga domače zadolžitve zelo dušijo in utesnjujejo. Nerad si umiva obraz, ušesa in zelo mu gre na živce pospravljanje sobe. Ko so v šoli brali knjigo o dečku, ki je ušel od doma, se Jan odloči, da si tudi sam pridobi to izkušnjo.
Nekega navadnega jutra se odpravi na pot. Odide od doma, ker misli, da je pogumen in da bo s tem kaznoval svoje starše. Vendar bolj ko se je oddaljeval od doma, bolj si je želel nazaj, saj je na poti doživljal neprijetna presenečenja. Ukradli so mu nahrbtnik in denar, se izživljali nad njim... Vse bolj je bil prestrašen. Zatekel se je na zapuščeno dvorišče med odpadke in stare kartonske škatle. Spet so se pojavili nepridipravi, le da ga tokrat niso opazili. Jan je ujel pogovor, ko so govorili o ropu menjalnice, ki stoji blizu njegovega doma. Takoj, ko je le lahko, je zbežal stran. A kaj kmalu ga je za vrat zagrabil dedek, Jan pa mu je prestrašen odgovoril, naj ga hitro odpelje na policijsko postajo. Tam je vse, kar je vedel, povedal naredniku Kobalu. Nato so poklicali starše, da sta prišla po Jana. Roparje so kmalu ujeli, le vodje ne. Ko mu je narednik to povedal, je še sam odšel pogledat, kje se skriva vodja, pa čeprav je obljubil, da ne bo odšel od doma. Radovednost ga je premagala. Ko je našel vodjo, ga je ta opazil in ga začel loviti. Na srečo je bila v bližini policija, ki je vodjo prijela. Jan je bil ponovno junak, nato pa je hitro pohitel domov, kjer sta ga že nestrpno čakala starša. Vmes pa ga je zaradi listka domov klicala tudi sošolka Špela, saj je tudi ona hotela zbežati od doma. Oče ga je s povzdignjenim glasom vprašal, če je spet nameraval od doma. Jan pa se je samo smehljal. Eno potovanje je bilo dovolj, a če ga oče in mati ne bosta poslušala, se lahko zgodi še marsikaj.